# Rantau Indah
Rantau Indah is een bestuurslaag in het regentschap Tanjung Jabung Timur van de provincie Jambi, Indonesië. Rantau Indah telt 4758 inwoners (volkstelling 2010).